# Miss Costa Rica 2021
Miss Costa Rica 2021 es cronológicamente, la 66.ª edición del Certamen Nacional de Belleza de Costa Rica, la cual no se llevó a cabo de manera regular debido a las circunstancias sanitarias decantadas de la pandemia de COVID-19. La ganadora de esta edición fue elegida por decreto, luego de un análisis de posibles candidatas ejercida por la Organización, así entonces, Valeria Rees Loría, virreina nacional en el Miss Costa Rica 2020 y representante de Heredia, es la sucesora de Ivonne Cerdas, Miss Costa Rica 2020, representante de San José y top 10 en Miss Universo 2020. Valeria, tubo el derecho de representar a Costa Rica en la 70° edición de Miss Universo qué se llevó a cabo en Eilat, Israel. La ceremonia de coronación se realizó el 28 de octubre, en esta ceremonia se le vio a la señorita Rees en desfiles de traje de baño y traje de noche, al final de la velada Ivonne Cerdas impuso la banda y corona que acreditan como la nueva Miss Costa Rica a la señorita Rees, el show fue visto por Teletica y Teletica.com

## Historia y Antecedentes
Luego de una tardía edición 65º del concurso por la pandemia de COVID-19, la Organización, estableció un concurso con un aforo limitado y con las medidas de bioseguridad necesaria para que se llevara a cabo la velada final, en la que ganó Ivonne Cerdas, dicha candidata participaba por tercera ocasión. En el concurso internacional, la josefina, logró entrar al cuadro de semifinalistas, siendo la sexta ocasión, en la que una Miss Costa Rica lo logra, la presente edición del certamen aún no tiene fecha para llevarse a cabo, sin embargo, deberá ser realizada antes de octubre el 2021, pues la Organización Miss Universo, determinó que a finales del año en corriente, se escogería a la ganadora de la edición 70.ª del concurso, correspondiente al 2021. Por otra parte, esta edición tiene una importante cuota de incertidumbre, pues hubo grandes rumores de que la edición 70, se llevaría a cabo en suelo costarricense, luego de que directivos de la Organización Miss Universo, visitaran al país, para desarrollar conversaciones con entes inmiscuidos en el tema, lo que podría reconfigurar el modo de elección de la reina nacional, respecto a estos rumores, las entidades estatales, los empresarios nacionales y los encargados del certamen, hicieron máximo el interés de que el país sea sede de dicho concurso, para potenciar las bellezas naturales del país y la marca "Esencial Costa Rica", encargados del Instituto Costarricense de Turismo de Costa Rica (ICT), enmarcaron como posibilidad, desarrollar este proyecto como de interés público. Posteriormente, la Organización de Miss Universo hizo oficial la sede de la edición 70°, la cual no se llevaría a cabo en el país, sino, en la ciudad de Eilat, Israel.

### Designación
La especulación sobre una posible designación tuvo bastante discusión en el país, ello debido a la grave situación que ha afrontado el país por la tercera ola de contagios de COVID-19, presentada a mediados del mes de abril del 2021, si bien en los medios de comunicación y en la páginas oficiales de la organización, no se había emitido un comunicado oficial, en varias transmisiones en vivo e historias de Instagram, Ivonne Cerdas (Miss Costa Rica 2020) y Valeria Rees (primera finalista de Miss Costa Rica 2020), habían indicado, las dificultades que la organización del certamen nacional habían expresado de realizar el concurso ante dicho panorama, no obstante, esto no se ha confirmado. El lunes 30 de agosto de 2021, a través de las redes sociales de la organización, se comunicó la asignación de Valeria Rees Loría como representante del país en el Miss Universo 2021, lo anterior luego de un exhaustivo estudio de posible candidatas, así como por el desempeño que Rees tuvo en la edición anterior, donde finalizó como virreina nacional. Con dicho comunicado, Rees se convierte en la sexta costarricense en ganar por decreto, la última ocasión en la que este método de selección se utilizó, fue con Elena Correa Usuga en la edición del año 2017.

## Cuadro Final
| Miss Costa Rica 2021 | Heredia - Valeria Rees Loría |

## Estadísticas
En el siguiente cuadro se muestra la distribución de las coronas ganadas por región:
| Representación  | Coronas Ganadas | Última Corona Ganada |
| --------------- | --------------- | -------------------- |
| Miss San José   | 31 Coronas      | 2020                 |
| Miss Heredia    | 11 Coronas      | 2021                 |
| Miss Alajuela   | 8 Coronas       | 2016                 |
| Miss Guanacaste | 6 Coronas       | 2013                 |
| Miss Cartago    | 5 Coronas       | 2010                 |
| Miss Limón      | 4 Coronas       | 2015                 |
| Miss Puntarenas | 2 Coronas       | 1985                 |